# 秦玉海
秦玉海（1953年3月—），男，黑龙江泰来人，中华人民共和国政治人物。中共河南省委党校法律专业研究生学历。

## 生平
1976年3月加入中国共产党。历任共青团黑龙江省委副书记、书记，中共鹤岗市委副书记、代市长、市长，中共焦作市委副书记、代市长、市长、市委书记 等职。2004年1月，当选河南省人民政府副省长兼河南省公安厅厅长。2004年7月30日被授予副总警监警衔。
2011年3月23日，当选为河南省残联第五届主席团主席。2012年9月，兼任河南省社会管理综合治理委员会副主任。2013年1月29日在河南省十二届人大四次会议上当选河南省十二届人大常委会副主任。他是中共十六大代表，第九届、十一、十二届全国人大代表。2014年12月28日，十二届全国人大常委会第十二次会议表决通过罢免代表案。
2014年9月21日，因涉嫌严重违纪违法，被免去河南省人大常委会党组书记职务，采取双规措施，并立案审查。他是中共十八大后首个被查的河南省部级官员。媒体称秦玉海的落马标志着发轫于“皇家一号”夜总会案的河南省公安系统集体贪腐案件进入更深阶段。2015年2月13日，因涉嫌占用公物、挥霍浪费公共财产；滥用职权、受贿、通奸，被开除党籍、公职；移送司法机关。
2016年11月28日，山东省淄博市中级人民法院公开宣判，对秦玉海以受贿罪判处有期徒刑13年6个月，并处罚金人民币200万元；对秦玉海受贿所得财物及其孳息予以追缴，上缴国库。经审理查明：2001年至2013年，被告人秦玉海利用担任中共焦作市委书记、河南省人民政府副省长、公安厅厅长、河南省人大常委会党组书记、副主任等职务上的便利，为他人在企业经营、职务晋升等事项上谋取利益，非法收受他人财物，共计折合人民币2086.1702万元。
2004年1月至2013年1月曾任职达九年的河南省副省长，兼任河南省委政法委副书记、公安厅长、党委书记兼武警河南总队第一政委、党委第一书记。任内曾力推“命案必破”办案理念，在其河南公安厅长任职末期及卸任后，一系列冤假错案的相继曝光，使得“命案必破”制度开始饱受质疑，防范冤假错案呼声日渐高涨。他也曾一手推动了“撤销公安分局、做大派出所”的河南警务改革。不过，在其卸任公安厅长后，很多改革措施又遭遇执行不力，部分地区恢复了原状。
他也是中国摄影家协会理事，有不少摄影作品参加过各大影赛的评比和展览。

## 相关落马官员
2014年10月，开封市副市长、公安局长周连根因涉嫌严重违纪违法，接受组织调查。2016年5月29日下午，鹤壁市公安局副局长张文燕在办公室内自缢身亡。2016年6月，河南省公安厅党委委员、巡视员（正厅级）王德周因涉嫌严重违纪，接受组织调查。